# Frédéric Borey
Frédéric Borey (né en 1967) est un saxophoniste et compositeur de jazz français.

## Biographie
Né en 1967 il se dirige vers le jazz en 1993. Originaire de Belfort il réside depuis 2012 à Paris.
Saxophoniste, compositeur, c’est à l’âge de 8 ans (1975), que Frédéric Borey commence à étudier la musique classique. À la suite de plusieurs premiers prix de conservatoire (Nancy, Paris, Besançon), il obtient son diplôme d'état (DE) saxophone en 1990, et son certificat d'aptitude (CA) en 1992. 
Dès 1993, il se dirige résolument vers le jazz. La musique et la pédagogie de Jerry Bergonzi, en sont les principales motivations. Passionné aussi par l’enseignement de cette musique, il obtient son diplôme d'état (DE) jazz en 2001, et son certificat d’aptitude (CA) jazz en mars 2003. Il coordonne le département jazz du CRR de Chalon sur Saône pendant 3 ans, de 2003 à 2006. Il crée et dirige ensuite le Département Jazz au CRD de Belfort, et intervient au Centre des Musiques Didier Lockwood (Seine-et-Marne). En 2011, il devient professeur de saxophone au Département Jazz du CRR de Bordeaux, et intervenant au Cefedem jazz Aquitaine. Depuis son installation à Paris, il a enseigné au CRD de Blois (Loir-et-Cher), et au CRI de Chelles. Il est aujourd'hui professeur de jazz au CRD Val Maubuée - (saxophone, atelier, arrangement, composition, histoire du jazz, big band) , et au Centre des Musiques Didier Lockwood - (ear training, ateliers).
Il signe en tant que leader, avec le label Fresh Sound New Talent (Maria 2007, Lines 2010, The Option 2012, Wink 2015). Il cofonde l’UNITRIO avec Damien Argentiéri (orgue Hammond) et Alain Tissot (batterie), qui signe chez Altrisuoni (Page 1 2008, Page 2 2013). Ce trio entre et signe ensuite avec le label Fresh Sound New Talent son troisième album 'Picasso' 2017. C'est également le 'pianoless' quartet LUCKY DOG, cofondé avec Yoann Loustalot (trompette), Jonathan 'Yoni' Zelnik (contrebasse) et Frédéric Pasqua (batterie), qui signe chez Fresh Sound New Talent, avec 'Lucky Dog' 2014, et 'Live at the Jacques Pelzer Jazz Club' 2018. Enfin, la formation en trio 3 ELEMENTS, cofondée aux côtés de Michael Felberbaum (guitare) et Leonardo Montana (piano, fender rhodes), signe également chez Fresh Sound New Talent pour son 1er album en 2018.
Son travail est, depuis quelques années, reconnu et régulièrement récompensé par la presse spécialisée (Sélection Jazz News / Elu Citizen Jazz / 4* Jazz Magazine/Jazzman / Oui on aime Culture Jazz / Révélation jazzmag/jazzman...)
Il est aussi membre du Charlier-Sourisse Multiquarium Big Band, Michel Legrand Big Band, François Lapeyssonnie 'Outline Quintet w/ Federico Casagrande (g), Leonardo Montana (p, frh), François Lapeyssonnie (b), Stéphane Adsuar (d), Clément Landais Quartet w/ Pierre Perchaud (g), Clément Landais (b), Julien Jolly (d), Pierre Goudart Trio w/ Damien Argentiéri (orgue), Pierre Goudart (d), Zool Fleischer Trio w/ Zool Fleischer (p), Denis Leloup (tb), Roger Biwandu Quintet w/ Nicolas Folmer (tp), Jean Yves Jung (p), Jérôme Regard (b), Roger 'Kemp' Biwandu (d), Jazz Ensemble Convergence de Daniel Casimir w/ Nicolas Genest (tp), Daniel Casimir (tb), Michael Felberbaum (g), François Moutin (b), Quatuor à cordes 'Ebène', Jean Marc Brisson Septet w/ Claude Egéa (tp), Pierre-Olivier Govin (as, bs), Denis Leloup (tb), Jean Marc Brisson (p), Marc Michel LeBevillon (b), François Laizeau (d), et a participé à de nombreux autres projets aux côtés de Lionel Loueke, Jesse Van Ruller, Billy Cobham, Giovanni Amato, Renato Chicco, Emmanuel Bex, Didier Lockwood (big-band), François Théberge, Stéphane Guillaume, Didier Levallet (ONJ), Benjamin Henocq, Michel Benita, Andrea Michelutti, Pierre Drevet...
Ancien programmateur de Jazz au Caveau et du Festival de Jazz à Delle, il participe à de nombreuses sessions où il rencontre des personnalités telles que Jerry Bergonzi, Ravi Coltrane, Erik Truffaz, Rick Margitza, Antonio Faraò, Franck Amsallem, Dré Pallemaerts, John Betsh, Eric Harland, Benjamin Henocq, ...
Il partage aujourd'hui sa vie entre la scène et l'enseignement (Centre des Musiques Didier Lockwood / CRD Val Maubuée) et est ponctuellement invité pour des master-class (Conservatoire de Cluj, Georgia University Jazz Department d'Atlanta, Zinghaï Conservatory de Canton, Art Center de Taipei)

## Discographie

### Leader
- 2002 : Prologue avec Benoît Sourisse (Hammond B3), André Charlier (d) - label Visages du Saxophone - VDS 007
- 2004 : September Sound  avec Gilles Grignon (g), Clément Landais (b), Eric Bedoucha (d)
- 2007 : Maria avec Pierre Perchaud (g), Clément Landais (b), Eric Bedoucha (d) - label Fresh Sound New Talent - FSNT 295

- 2010 : Page 1 UNITRIO avec Damien Argentieri (Hammond B3), Alain Tissot (d) - label Altrisuoni - AS 249
- 2010 : Lines avec Camelia Ben Naceur (p), Nolwenn Leizour (b), Stefano Lucchini (d) - label Fresh Sound New Talent' - FSNT 367[3]

- 2012 : The Option avec Inbar Fridman (g), Camelia Ben Naceur (p), Florent Nisse (b), Stefano Lucchini (d) & guest Yoann Loustalot (fgh), Michael Ballue (tb) - label Fresh Sound New Talent - FSNT 416[3]

- 2013 : Page 2  UNITRIO avec Damien Argentieri (Hammond B3), Alain Tissot (d) - label Altrisuoni - AS 319
- 2014 : Lucky Dog  LUCKY DOG avec Yoann Loustalot (tp, fgh), Jonathan 'Yoni' Zelnik (b), Frederic Pasqua (d) - label Fresh Sound New Talent - FSNT 443
- 2015 : Wink avec Michael felberbaum (g), Leonardo Montana (p), Jonathan 'Yoni' Zelnik (b), Frederic Pasqua (d) - label Fresh Sound New Talent - FSNT 486[4]
- 2017 : Picasso UNITRIO avec Damien Argentieri (Hammond B3), Alain Tissot (d) - label Fresh Sound New Talent - FSNT 534
- 2019 : Butterflies trio[5]

### Sideman
- 1990 : Juste Une Ligne Bleue Christian DESCAMPS
- 1991 : Écume ILLICO PRESTO avec Remi Leclerc (g), Roland Semon (el.p), Christophe Nitard (b), Jean Claude Lopez (d)
- 1995 : Y'akasax avec Stéphane Guillaume (ss, as, ts, cl.), Philippe Bouveret (ts), Fabien Chouraki (bs) - label Visages du Saxophone
- 1995 : Café'In  ILLICO PRESTO avec Rémi Leclerc (g), Fabian Kasper (el.p), Christophe Nitard (b), Gérôme Geney (d)
- 1995 : First Christophe KITTLER
- 1996 : La Création du Monde Ensemble Instrumental de BELFORT
- 2000 : En Faisant La Vaisselle  Y'AKASAX avec Stéphane Guillaume (ss, as, ts, cl.), Philippe Bouveret (ts), Fabien Chouraki (bs) & special guests Marc Berthoumieu (acc), Nicolas Montazaud (perc) - label Visages du Saxophone
- 2000 : Ecol'O Jazz  CREATIVE JAZZ BAND (big band du CRD de Belfort + chœurs - arrangements Jérôme Brie)
- 2004 : Éros & Thanatos Daniel CASIMIR "Convergence Jazz Ensemble' avec Daniel Casimir (tb), Nicolas Genest (tp), Michael Felberbaum (g), François Moutin (b), + String Quartet Ebene & special guest Vincent Courtois (vcl) - label Yolk
- 2007 : L’École Brissonnière  Jean Marc BRISSON Septet  avec Claude Egea (tp), Pierre-Olivier Govin (as, bs), Denis Leloup (tb), Jean Marc Brisson (p), Marc-Michel LeBevillon (b), François Laizeau (d) - label Ames
- 2009 : All Sensitive People  Olga MITROSHINA  avec Olga Mitroshina (voc, p), Hervé St Guirons (organ), Stefano Lucchini (d)
- 2009 : The Clouds Have Passed  Rachael MAGIDSON avec Yoann Loustalot (tp), Geoffroy Young (as), Slobodan Sokolovic (tb), Rachael Magidson (voc, tp), Thomas Bercy (p), Felix Baray (b), Alban Mourgues (d)
- 2009 : Melodia en Menor  Ricardo TORRES  avec Ricardo Torres (chant, g), Otto Palma (as, fl), Richard Nicolas (g), Frédéric Locarni (p), Vladimir Torres (b), Ricardo Garatea (perc), Andrés Falco (d)
- 2010 : Décousus  La CLOUEE  avec Isabelle Latapie (chant), George Guy (g), Damien Argentiéri (p, organ), Christian Toucas (acc), José Garcia (g), Ben Lecourt (perc)
- 2010 : From Palmer  Roger 'Kemp' BIWANDU  avec Nicolas Folmer (tp), Jean Yves Jung (p), Jérôme Regard (b), Roger 'Kemp' Biwandu (d)
- 2012 : Trace Josselin DONATIEN
- 2014 : Live La Note Bleue François LAPEYSSONNIE 'Outline' avec Tony Paeleman (f.rh), François Lapeyssonnie (b), Stéphane Adsuar (d)
- 2015 : Et ses Amis Michel LEGRAND - label Sony Music
- 2017 : Notes On Leaves Pierre GOODART Trio avec Damien Argentiéri (organ), Pierre Goudart (d)
- 2019: 3Elements Michael Felberbaum avec Leonardo Montana[6]